# Milrem Robotics
Milrem Robotics ist ein estnischer Hersteller unbemannter Fahrzeuge. Seine Produktpalette umfasst das THeMIS UGV (Unmanned ground vehicle), das Multiscope UGV (eine zivile Version des THeMIS) und ein unbemanntes Gefechtsfahrzeug namens „Type-X“.

## Geschichte
Milrem Robotics wurde 2013 gegründet, die Entwicklung des erstens UGV begann Ende 2014. Bereits auf der Defence & Security Equipment International (DSEI) 2015 in London wurde die erste Version des UGV THeMIS vorgestellt, eine verbesserte Version wurde auf der DSEI 2019 vorgestellt.
Die Estnische Armee setzte das UGV THeMIS 2019 erstmalig im Rahmen der Opération Barkhane ein.
2021 gab KMW bekannt, im Rahmen einer strategischen Kooperation 24,9 % der Anteile von Milrem zu erwerben.
Im Jahr 2023 erwarb die EDGE Group, ein staatlicher Rüstungskonzern aus den Vereinigten Arabischen Emiraten, eine Mehrheitsbeteiligung an Milrem.
Im Dezember 2023 unterzeichnete Milrem ein Abkommen mit der Ukrainischen Rüstungsindustrie, welches intendiert, die gemeinsame Entwicklung und Produktion von UGV zu beginnen.